# Centaurea jankeana
Centaurea jankeana — вид квіткових рослин айстрових (Asteraceae). Ареал: Сербія, Косово, Румунія.